# Isnos (ort)
Isnos är en ort i Colombia.   Den ligger i departementet Huila, i den sydvästra delen av landet, 400 km sydväst om huvudstaden Bogotá. Isnos ligger 1 806 meter över havet och antalet invånare är 5 185.
Terrängen runt Isnos är huvudsakligen kuperad, men den allra närmaste omgivningen är platt. Runt Isnos är det ganska tätbefolkat, med 124 invånare per kvadratkilometer. Närmaste större samhälle är San Agustín, 6,2 km sydväst om Isnos. Omgivningarna runt Isnos är en mosaik av jordbruksmark och naturlig växtlighet.